# Kriftel
Kriftel är en kommun och ort i Main-Taunus-Kreis i Regierungsbezirk Darmstadt i förbundslandet Hessen i Tyskland.